# Europese kampioenschappen schaatsen 2016
De Europese kampioenschappen schaatsen 2016 voor mannen en vrouwen vonden op 9 en 10 januari plaats in de Minsk Arena te Minsk, Wit-Rusland.
De titelhouder bij de vrouwen was Ireen Wüst en bij de mannen Sven Kramer; in Minsk ging het om de 41e en 113e titelstrijd en voor het eerst was het kampioenschap in Minsk en ook voor eerst in Wit-Rusland. Kramer wist zijn titel te prolongeren, Wüst werd slechts tweede en moest toezien hoe haar eeuwige rivale Martina Sáblíková haar vijfde Europese titel won.

## Achtergrond
De Nederlandse kwalificatie voor deelname vond plaats via het NK Afstanden, verreden tussen 27 en 29 december 2015, waarbij er een fictief klassement werd gemaakt over één middellange (1500m) en lange (3000m of 5000m) afstand.
Aanvankelijk zou dit het laatste toernooi zijn waarbij de vrouwen een afsluitende 5000 meter en de mannen een afsluitende 10.000 meter zouden rijden. Op 12 juni 2014 was namelijk met grote meerderheid besloten dat vanaf seizoen 2016-2017 een kleine vierkamp zou worden verreden, waarbij de langste afstand wordt ingeruild voor de 1000 meter. Ook zouden er afstandstitels worden gegeven en zou de massastart en ploegenachtervolging toegevoegd worden aan het programma. Echter is op het ISU-congres van 6-10 juni 2016 besloten dat het EK allround gehandhaafd zou blijven in de huidige vorm (met 5000m dames en 10.000m heren). Wel is besloten dat het Europees kampioenschap een alternerend programma kent, in de seizoenen voor en na de Spelen wordt het een gecombineerd EK Allround & Sprint en in het seizoen voor en na een gecombineerd EK Allround & Sprint een EK Afstanden.

## Programma
| Datum      | Onderdeel                                                                   |
| ---------- | --------------------------------------------------------------------------- |
| 9 januari  | 500 meter vrouwen 500 meter mannen 3000 meter vrouwen 5000 meter mannen     |
| 10 januari | 1500 meter vrouwen 1500 meter mannen 5000 meter vrouwen 10.000 meter mannen |

## Mannen

### Afstandspodia
| Afstand | Goud          | Zilver          | Brons           |
| ------- | ------------- | --------------- | --------------- |
| 500m    | Denis Joeskov | Zbigniew Bródka | Konrád Nagy     |
| 5000m   | Sven Kramer   | Jan Blokhuijsen | Bart Swings     |
| 1500m   | Denis Joeskov | Bart Swings     | Jan Szymański   |
| 10.000m | Sven Kramer   | Bart Swings     | Jan Blokhuijsen |

### Eindklassement
| Rang   | Schaatser         | Land        | 500m       | 5000m        | 1500m        | 10.000m      | Punten  |
| ------ | ----------------- | ----------- | ---------- | ------------ | ------------ | ------------ | ------- |
| Goud   | Sven Kramer       | Nederland   | 36,56 (4)  | 6.19,17 (1)  | 1.48,08 (5)  | 13.11,98 (1) | 150,102 |
| Zilver | Bart Swings       | België      | 36,73 (9)  | 6.24,91 (3)  | 1.46,41 (2)  | 13.15,47 (2) | 150,464 |
| Brons  | Jan Blokhuijsen   | Nederland   | 36,57 (5)  | 6.22,36 (2)  | 1.48,79 (9)  | 13.22,14 (3) | 151,176 |
| 4      | Håvard Bøkko      | Noorwegen   | 36,63 (6)  | 6.31,62 (4)  | 1.48,87 (10) | 13.35,21 (4) | 152,842 |
| 5      | Andrea Giovannini | Italië      | 36,87 (11) | 6.32,22 (5)  | 1.48,97 (12) | 13.41,39 (5) | 153,484 |
| 6      | Haralds Silovs    | Letland     | 36,70 (7)  | 6.33,83 (6)  | 1.48,46 (6)  | 13.53,25 (6) | 153,898 |
| 7      | Jan Szymański     | Polen       | 37,21 (16) | 6.34,43 (7)  | 1.47,48 (3)  | 13.57,27 (7) | 154,342 |
| 8      | Sindre Henriksen  | Noorwegen   | 36,71 (8)  | 6.38,23 (10) | 1.48,56 (7)  | 14.16,64 (8) | 155,551 |
| NC9    | Denis Joeskov     | Rusland     | 36,23 (1)  | 6.35,81 (8)  | 1.45,18 (1)  |              | 110,871 |
| NC10   | Zbigniew Brodka   | Polen       | 36,46 (2)  | 6.42,80 (15) | 1.48,05 (4)  |              | 112,756 |
| NC11   | Sergej Grjaztsov  | Rusland     | 37,02 (14) | 6.39,18 (12) | 1.48.70 (8)  |              | 113,171 |
| NC12   | Vitalij Michajlov | Wit-Rusland | 36,88 (12) | 6.38,56 (11) | 1.49,98 (14) |              | 113,396 |
| NC13   | Sergei Trofimov   | Rusland     | 36,97 (13) | 6.41,84 (14) | 1.48,92 (11) |              | 113,460 |
| NC14   | Nicola Tumolero   | Italië      | 37,19 (15) | 6.36,40 (9)  | 1.50,48 (15) |              | 113,656 |
| NC15   | Linus Heidegger   | Oostenrijk  | 37,23 (17) | 6.43,16 (16) | 1.50,49 (16) |              | 114,373 |
| NC16   | Konrád Nagy       | Hongarije   | 36,48 (3)  | 6.58,03 (20) | 1.49,03 (13) |              | 114,626 |
| NC17   | Livio Wenger      | Zwitserland | 37,38 (18) | 6.44,78 (17) | 1.51,13 (17) |              | 114,901 |
| NC18   | Felix Maly        | Duitsland   | 38,76 (23) | 6.46,08 (18) | 1.55,24 (19) |              | 117,781 |
| NC19   | Iñigo Vidondo     | Spanje      | 38,25 (20) | 6.58,59 (21) | 1.53,62 (18) |              | 117,982 |
| NC20   | Tuomas Rahnasto   | Finland     | 38,50 (22) | 7.02,48 (22) | 1.56,24 (20) |              | 119,494 |
| NC21   | Piotr Puszkarski  | Polen       | 36,76 (10) | 6.51,77 (19) | DQ           |              | -       |
| NC22   | Douwe de Vries    | Nederland   | 37,75 (19) | 6.41,56 (13) | -            |              | -       |
| NC23   | Jonas Pflug       | Duitsland   | 38,37 (21) | -            |              |              | -       |

## Vrouwen

### Afstandpodia
| Afstand | Goud              | Zilver             | Brons            |
| ------- | ----------------- | ------------------ | ---------------- |
| 500m    | Ida Njåtun        | Antoinette de Jong | Ireen Wüst       |
| 3000m   | Martina Sáblíková | Marije Joling      | Ireen Wüst       |
| 1500m   | Martina Sáblíková | Ireen Wüst         | Ida Njåtun       |
| 5000m   | Martina Sáblíková | Marije Joling      | Natalja Voronina |

### Eindklassement
| Rang   | Schaatser              | Land        | 500m       | 3000m        | 1500m        | 5000m       | Punten  |
| ------ | ---------------------- | ----------- | ---------- | ------------ | ------------ | ----------- | ------- |
| Goud   | Martina Sáblíková      | Tsjechië    | 39,98 (4)  | 4.03,79 (1)  | 1.57,00 (1)  | 6.58,44 (1) | 161,455 |
| Zilver | Ireen Wüst             | Nederland   | 39,90 (3)  | 4.07,32 (3)  | 1.57,01 (2)  | 7.10,65 (4) | 163,188 |
| Brons  | Antoinette de Jong     | Nederland   | 39,76 (2)  | 4.09,00 (4)  | 1.58,80 (4)  | 7.11,83 (5) | 164,043 |
| 4      | Marije Joling          | Nederland   | 40,33 (6)  | 4.07,14 (2)  | 1.58,90 (5)  | 7.10,10 (2) | 164,163 |
| 5      | Natalja Voronina       | Rusland     | 40,46 (8)  | 4.09,61 (5)  | 2.01,46 (10) | 7.10,19 (3) | 165,566 |
| 6      | Ida Njåtun             | Noorwegen   | 39,74 (1)  | 4.10,69 (6)  | 1.58,51 (3)  | 7.25,92 (7) | 165,616 |
| 7      | Olga Graf              | Rusland     | 40,57 (11) | 4.16,06 (8)  | 1.59,00 (6)  | 7.23,33 (6) | 167,245 |
| 8      | Francesca Lollobrigida | Italië      | 40,57 (11) | 4.15,40 (7)  | 2.01,90 (11) | 7.38,11 (8) | 169,580 |
| NC9    | Jelizaveta Kazelina    | Rusland     | 40,18 (5)  | 4.16,13 (9)  | 2.00,02 (9)  |             | 122,874 |
| NC10   | Luiza Złotkowska       | Polen       | 40,47 (9)  | 4.16,68 (10) | 1.59,40 (7)  |             | 123,050 |
| NC11   | Natalia Czerwonka      | Polen       | 40,36 (7)  | 4.18,20 (12) | 1.59,57 (8)  |             | 123,249 |
| NC12   | Marina Zoejeva         | Wit-Rusland | 40,54 (10) | 4.17,80 (11) | 2.03,89 (14) |             | 124,802 |
| NC13   | Nikola Zdráhalová      | Tsjechië    | 40,89 (14) | 4.19,54 (13) | 2.03,15 (12) |             | 125,196 |
| NC14   | Sofie Karoline Haugen  | Noorwegen   | 41,07 (15) | 4.22,40 (14) | 2.03,50 (13) |             | 125,969 |
| NC15   | Tatjana Michajlova     | Wit-Rusland | 40,63 (13) | 4.29,60 (17) | 2.04,15 (15) |             | 126,929 |
| NC16   | Leia Behlau            | Duitsland   | 42,30 (16) | 4.27,12 (16) | 2.06,46 (16) |             | 128,973 |
| NC17   | Saskia Alusalu         | Estland     | 43,09 (17) | 4.24,31 (15) | 2.07,49 (17) |             | 129,637 |